# Foteinó (ort i Grekland, Epirus)
Foteinó är en ort i Grekland.   Den ligger i prefekturen Nomós Ártas och regionen Epirus, i den centrala delen av landet, 260 km nordväst om huvudstaden Aten. Foteinó ligger 506 meter över havet och antalet invånare är 304.
Terrängen runt Foteinó är huvudsakligen kuperad, men åt sydväst är den platt. Foteinó ligger uppe på en höjd.Runt Foteinó är det ganska glesbefolkat, med 21 invånare per kvadratkilometer. Närmaste större samhälle är Arta, 11,0 km väster om Foteinó. == Kommentarer ==
1. ↑  Framräknat ur höjduppgifter (DEM 3") från Viewfinder Panoramas.[2] Mer om algoritmen finns här: Användare:Lsjbot/Algoritmer.
2. ↑  Framräknat ur variansen i alla höjduppgifter (DEM 3") från Viewfinder Panoramas, inom 10 km radie.[2] Mer om algoritmen finns här: Användare:Lsjbot/Algoritmer.